# Unge piger forsvinder i København
Unge piger forsvinder i København er en dansk film fra 1951. Vi følger her en ung provinspiges skæbne.
- Manuskript Paul Sarauw.
- Instruktion Aage Wiltrup.

Blandt de medvirkende kan nævnes:
- Anne-Marie Juhl
- Kate Mundt
- Svend Methling
- Preben Lerdorff Rye
- William Rosenberg
- Henny Lindorff
- Tove Bang
- Kjeld Petersen
- Ib Schønberg
- Lise Thomsen
- Carl Heger
- Grete Frische
- Ebba Nørager
- Lilli Holmer
- Ego Brønnum-Jacobsen
- Kjeld Jacobsen
- Jakob Nielsen
- John Wittig